# 韋爾河 (阿韋龍河支流)
韋爾河（法語：Vère，法語發音：[vɛʁ]）是法國的河流，位於該國西南部，屬於阿韋龍河的左支流，河道全長53公里，流域面積311平方公里，平均流量每秒2.15立方米，河口處在布吕尼凯勒。

## 外部連結
- http://www.geoportail.fr （页面存档备份，存于）
- Sandre数据库中的韋爾河 （页面存档备份，存于）